# Volcán Casita
Casita o Apastepe ("Atl" "agua", "pazco" "fil±rar", "tepetl" "cerro". "A-pas-tepetl" "cerro que filtra agua") es un volcán perteneciente a la cordillera de los Maribios, una cadena volcánica con 70 km de longitud, que se extiende de la costa norte del lago de Managua o Xolotlán hasta las cercanías de la ciudad de Chinandega. Desde noviembre de 1998
Se ubica aproximadamente a 100 kilómetros al noroeste de la ciudad de Managua, en el departamento de Chinandega. Actualmente, sus laderas son aprovechadas para el cultivo del café y en su cumbre se ubican antenas de radiocomunicación.

## Características
Es un volcán cuya altura es de 1405 m s. n. m., está apagado desde hace mucho tiempo, aunque las paredes de su cráter continúan emitiendo pequeñas fumarolas, el cono truncado y erosionado presenta una base muy ancha, pues se encuentra en el Complejo volcánico San Cristóbal, que consiste en cinco elevaciones principales: volcán San Cristóbal, volcán El Chonco, cerro Moyotepe, volcán Casita, caldera La Pelona, y por otras elevaciones secundarias como mares y algunos conos de escoria. Todos estos aparatos volcánicos produjeron durante el fin de los periodos Plioceno, Pleistoceno, hasta el Reciente, rocas piroclásticas, efusiones de lavas y en menor extensión domos de lava viscosa.

### Parque Memorial Volcán Casimiro Sotelo Montenegro
En las faldas del volcán Casita se localiza el Monumento Nacional a las Víctimas del Huracán Mitch, dentro del Parque Memorial Volcán Casita.

#### Deslave de 1998
En octubre de 1998, el paso huracán Mitch por Centroamérica (Nicaragua y Honduras), jugó un papel determinante en el lahar del volcán Casita, reportes indican que días anteriores al evento hubo precipitaciones de más de 100 mm por día llegando a un punto máximo de más de 500 mm de lluvia el día 28 de octubre, provocando que a la mañana del día siguiente parte de la ladera sur se derrumbó originando un avalancha de lodo y rocas que descendieron rápidamente por la laderas del volcán.
Durante los primeros dos kilómetros la avalancha principal se encauzó por un valle estrecho. El máximo del flujo tuvo un ancho de 150- 250 m y una profundidad de 30 -60 m. Un perfil perpendicular a la dirección del flujo fue estimado entre 7500 y 9000 metros cuadrados. El flujo osciló de un margen del cauce al otro durante su trayectoria. De los efectos de fuerzas centrifúgales en la trayectoria del flujo se calcularon velocidades de aproximadamente 15 metros por segundo. Los depósitos altos en el volcán consisten en bloques dacíticos alterados hasta la dimensión de metros. Esencialmente, no existe matriz y las partículas más finas tienen la dimensión de centímetros. El margen de la avalancha es bien definido y rocas lanzadas al aire dejaron rasgos en los árboles adyacentes. Algunos árboles fueron decapitados en alturas de varios metros.
En una distancia de entre 2 y 3 km de la fuente rampas grandes del material de la avalancha formaron colinas donde existía un cambio prominente de la pendiente. Aquí los depósitos tuvieron un espesor de 4 a 6 m, todavía sin matriz. Los materiales de la avalancha tuvieron soporte esencial por piroclastos. La avalancha escarpó suelo arcilloso y bloques de lava, de las paredes y del fondo del valle por el cual se deslizó, hasta en profundidades de 10 m.
La mañana del jueves 29 de octubre de 1998 dos comunidades rurales de Posoltega fueron arrasadas por el deslave originado en las estribaciones superiores del volcán, "El Porvenir" y «Rolando Rodríguez» (antes llamadas «Las Parcelas») en donde se estiman habitaban más de 2.000 personas que fueron sepultadas bajo el manto de rocas y lodo sulfuroso lo suficientemente caliente para provocar quemaduras, tuvo un radio de más de 3 kilómetros y se desplazó por más de 12 kilómetros con tal fuerza que arrastró rocas y árboles, según se dice, que únicamente 120 personas sobrevivieron a esta catástrofe declarada Calamidad nacional.
En los siguientes días aciagos, el sacerdote Benjamín Villarreal era el cura párroco de Posoltega, para El los verdaderos héroes después de la tragedia fueron unos 25 muchachos, a quienes llamaban "los vagos del pueblo»:
"Hay que resaltar el valor y el coraje de los muchachos de Posoltega. Ellos estuvieron ayudando, antes que el Ejército o la Cruz Roja, porque estaban aquí. Andaban sólo un mecate, nada en el estómago porque no había comida y descalzos. Cruzaban los ríos de lodo amarrados unos con otros, rescatando sobrevivientes y cadáveres».
También, se destacó el rol activo de la maestra Felicita Zeledón, quien era la alcaldesa y fue la primera que hizo el llamado de auxilio al gobierno de entonces, cuyo vocero oficial la calificó como "una locura».
En una breve carta que dirigió al presidente estadounidense Bill Clinton, durante su visita histórica y solidaria, la maestra Felícita, escribió:   
«Cuando usted escuche el nombre de Posoltega, recuerde que aquí ha sembrado una semilla de esperanza y solidaridad con los países pobres como Nicaragua».